# Andrzej Marian Świątkowski
Andrzej Marian Świątkowski (ur. 1944) – polski prawnik, profesor nauk prawnych, profesor zwyczajny Uniwersytetu Jagiellońskiego i Uniwersytetu Ignatianum w Krakowie, specjalista w zakresie prawa pracy.

## Życiorys
Ukończył studia prawnicze na Wydziale Prawa i Administracji Uniwersytetu Jagiellońskiego. Tytuł naukowy profesora nauk prawnych otrzymał w 1985. Został profesorem zwyczajnym UJ oraz kierownikiem Katedry Prawa Pracy i Polityki Społecznej Wydziału Prawa i Administracji UJ. Objął także stanowisko profesora zwyczajnego w Instytucie Nauk o Polityce i Administracji Wydziału Pedagogicznego Akademii Ignatianum w Krakowie.
Pod jego kierunkiem stopień naukowy doktora uzyskał m.in. Arkadiusz Sobczyk.

## Życie prywatne
Jego żoną jest prof. Marcela Świątkowska.

## Publikacje
- Kodeks pracy: komentarz (2006, 2010, 2012, 2016)
- Prawo pracy Unii Europejskiej (2015)
- Polskie prawo pracy (2003, 2010, 2014)
- Labour law: Council of Europe (2014)
- Social security law in Poland (2014)
- Gwarancje prawne pokoju społecznego w stosunkach pracy (2013)
- European Union private international labour law (2012)
- Kodeks pracy i zabezpieczenia społecznego Unii Europejskiej (red. nauk., współautor Halina Wierzbińska, 2012)
- Praktyczne problemy prawa pracy w orzecznictwie: glosy prof. A. M. Świątkowskiego (red. Marek Wandzel, 2011)
- Międzynarodowe prawo pracy. T. 2, Międzynarodowe prywatne prawo pracy (2010)
- Ustawa antykryzysowa z komentarzem (2010)
- Międzynarodowe prawo pracy. T. 1, Międzynarodowe publiczne prawo pracy. Wol. 1 (2008)
- Międzynarodowe prawo pracy. T. 1, Międzynarodowe publiczne prawo pracy – standardy międzynarodowe. Wol. 2 (2008)
- Międzynarodowe prawo pracy. T. 1, Międzynarodowe publiczne prawo pracy – standardy międzynarodowe. Wol. 3 (2008)
- Karta Praw Społecznych Rady Europy (2006)
- Prawo socjalne Rady Europy: Europejska Karta Społeczna, protokoły, zrewidowana Europejska Karta Społeczna (2006)
- Zabezpieczenie społeczne: komentarz (współautorka: Alina Giżejowska, 2004)
- Kodeks pracy: komentarz. T. 1, Art. 1–189 (2004)
- Kodeks pracy: komentarz do artykułów 190–305. T. 2 (2004)
- Restrukturyzacja zakładu pracy: komentarz (2003)
- Elementy prawa pracy (2003)
- Bezpieczeństwo i higiena pracy: komentarz (2003)
- Komentarz do kodeksu pracy. 1 (2002)
- Komentarz do kodeksu pracy. 2 (2002)
- Europejskie prawo socjalne. T. 2, Europejskie prawo pracy (1999)
- Dokumenty źródłowe Instytucji Wspólnot Europejskich w zakresie prawa socjalnego (1999)
- Kodeks pracy: przepisy wykonawcze, orzecznictwo (1998)
- Europejskie prawo socjalne. T. 1, Specyfika, stanowienie i stosowanie europejskiego prawa socjalnego (1998)
- Wzory pism procesowych w sprawach z zakresu prawa pracy i prawa ubezpieczeń społecznych: (dotyczące stosunku pracy, ubezpieczeń społecznych, zatrudnienia i spraw socjalnych, przedsiębiorstw państwowych i samorządu załogi oraz związków zawodowych) (1998)
- Uprawnienia inwalidów wojennych, wojskowych, kombatantów, osób represjonowanych, inwalidów z wypadków przy pracy i chorób zawodowych oraz ich rodzin (1997)
- Kodeks pracy: przepisy wykonawcze, orzecznictwo (red. nauk., 1997)
- Zasady prawa pracy (1997)
- Kodeks pracy: komentarz (1996)
- Studia z zakresu prawa pracy i polityki społecznej (red. nauk., 1996)
- Wzory pism procesowych w sprawach z zakresu prawa pracy i prawa ubezpieczeń społecznych: (dotyczące stosunku pracy, ubezpieczeń społecznych, zatrudnienia i spraw socjalnych, przedsiębiorstw państwowych i samorządu załogi oraz związków zawodowych) (1991, 1994)
- Koszty i opłaty sądowe oraz administracyjne (1991)
- Przegląd orzecznictwa Sądu Najwyższego w sprawach z zakresu prawa pracy i prawa ubezpieczeń społecznych za lata 1988−1989 (1990)
- Current developments in labor law and labor relations in Poland (1990)
- Amerykański dylemat równouprawnienia (1989)
- Zasady prawa pracy dla ekonomistów (1988)
- Emerytury i renty pracowników kolejowych i ich rodzin (1987)
- Tolerancja religijna a polityka społeczna władz amerykańskich (1986)
- Legal controls concerning and affecting child care = Prawna ochrona interesów dzieci wychowywanych w rodzinach pracowniczych: proceedings of First Polish-Scottish Seminar, Kraków-Krynica, September 11-17 1985 / sponsored by Uniwersytet Jagielloński and University of Dundee and Oddział Krakowski Towarzystwa Wolnej Wszechnicy Polskiej (red. nauk., 1986)
- Uprawnienia emerytalne i rentowe pracowników i ich rodzin (1985)
- Zasady prawa pracy (1985)
- Kompetencje związków zawodowych (red. nauk., 1984)
- Świadczenia rodzinne na przykładzie wybranych krajów kapitalistycznych (red. nauk., 1984)
- Uprawnienia socjalne pracownicy w czasie urlopu wychowawczego (1984)
- Amerykańska polityka społeczna wobec imigrantów = Studia ad statum atque fortunam exterorum in civitatibus Foederatis Americae Septentrionalis degentium pertinentia (1980)
- Balance of power in municipal labor relations: a critical outlook on American public employment law and public policy = Municipes in Statibus Unitis Americae Septentrionalis quibus condictionibus operam suam locent: questiones ad operam rei publicae locandam atque civitatem regendam pertinents (1979)
- Problemy równouprawnienia w stosunkach pracy w Stanach Zjednoczonych: (studium prawno-społeczne) = De quaestionibus, quae ad aequationem iuris in negotiis operarum Foederatorum Statuum Americae septemtrionalis pertinent: (studium iuridicum et sociale) (1976)
- Zakres uprawnień rad zakładowych przy wypowiadaniu umów o pracę (1973)[1]